# Silene nigrescens
Silene nigrescens är en nejlikväxtart. Silene nigrescens ingår i släktet glimmar, och familjen nejlikväxter.

## Underarter
Arten delas in i följande underarter:
- S. n. latifolia
- S. n. nigrescens